# 马来西亚种植及原产业部
马来西亚种植及原产业部，缩写为 KPK，是马来西亚政府的一个部门，负责橡胶、油棕等种植业及原产业事务。现任原产业部长是佐哈里阿都干尼，其总部设在行政首都布城内。

## 历史
马来西亚种植及原产业部的前身——原业部于1972年成立，其成立目的是为了鼓励橡胶业和锡矿业的发展，后来又加入了橡胶、可可、凤梨、烟草种植业和伐木业。
2004年，原产业部被重组为种植及原产业企业部，从农业部接手了黑胡椒销售局，并把森林业、矿业和地理科学相关部门转交给自然资源及环境部。
2018年，种植及原产业企业部更名为原产业部。2020年，原产业部又更名为种植及原产业企业部，并于2022年更名为种植及原产业部。

## 组织架构
种植及原产业部长为马来西亚种植及原产业部的最高政务官，由马来西亚首相任命，并由1名同为政务官的副部长辅助。
种植及原产业部秘书长是马来西亚种植及原产业部的最高事务官，并由2名副秘书长分管大部分内设机构。
- 部长：佐哈里阿都干尼
  - 副部长：陈泓缣
  - 秘书长：Dato' Haji Mad Zaidi bin Mohd Karli
    - 秘书长直属
      - 公关及客服科
      - 法律科
      - 廉政科
      - 内部审计科

    - 副秘书长（种植及原产业）：Dato' Zailani bin Hashim
      - 油棕及西米产业发展处
      - 原木、烟草及大麻产业发展处
      - 橡胶产业发展处
      - 可可及胡椒发展处
      - 生物质及生物燃料发展处

    - 副秘书长（策略规划及管理）：Abdul Hadi bin Omar
      - 策略规划及国际处
      - 产业革新及人力资本推动处
      - 管理服务及发展处
      - 人力资源处
      - 信息管理处
      - 会计处

### 附属法定机构
1. 马来西亚棕油局（MPOB）
2. 马来西亚橡胶局（LGM）
3. 马来西亚木材工业局（MTIB）
4. 马来西亚可可局（LKM）
5. 马来西亚胡椒局（MPB）
6. 国家大麻及烟草局（LKTN）
7. 马来西亚棕油理事会（MARCOP）
8. 马来西亚橡胶理事会（MRC）
9. 马来西亚木材理事会（MTC）
10. 马来西亚棕油认证理事会（MPOCC）
11. 马来西亚木材认证理事会（MTCC）
12. 马来西亚种植业及原产业学院（IMPAC）

### 附属官联公司
1. 马来西亚棕油绿色保护基金（MPOGCF）
2. LGM房地产公司（LGMPC）
3. 森林种植发展公司（FPDSB）